# Leptopharsa
Leptopharsa is een geslacht van wantsen uit de familie van de Tingidae (Netwantsen). Het geslacht werd voor het eerst wetenschappelijk beschreven door Carl Stål in 1873.

## Soorten
Het genus bevat de volgende soorten:

- Leptopharsa acrokurti Knudson, 2018
- Leptopharsa albella Drake, 1935
- Leptopharsa angustata (Champion, 1897)
- Leptopharsa antica Golub & Heiss, 2018
- Leptopharsa aporia Drake & Ruhoff, 1965
- Leptopharsa arta Drake & Poor, 1942
- Leptopharsa artocarpi Drake & Hambleton, 1938
- Leptopharsa atibaiae Drake & Ruhoff, 1962
- Leptopharsa avia Drake, 1953
- Leptopharsa bifasciata (Champion, 1897)
- Leptopharsa bondari Drake & Poor, 1939
- Leptopharsa bradleyi (Drake, 1931)
- Leptopharsa bredini Froeschner, 1968
- Leptopharsa callangae Drake & Poor, 1940
- Leptopharsa calopa Drake, 1928
- Leptopharsa cerosoma Knudson, 2018
- Leptopharsa clitoriae (Heidemann, 1911)
- Leptopharsa cognata Drake & Hambleton, 1934
- Leptopharsa colombiana Golub & Heiss, 2018
- Leptopharsa constricta (Champion, 1897)
- Leptopharsa dampfi (Drake, 1927)
- Leptopharsa dapsilis Drake & Hambleton, 1945
- Leptopharsa deca Drake & Hambleton, 1945
- Leptopharsa decens Drake & Hambleton, 1938
- Leptopharsa deides Drake & Ruhoff, 1965
- Leptopharsa delicata Monte, 1945
- Leptopharsa difficilis Drake & Hambleton, 1938
- Leptopharsa dilaticollis (Champion, 1897)
- Leptopharsa distans Drake, 1928
- Leptopharsa distantis Drake, 1928
- Leptopharsa distinconis Drake, 1928
- Leptopharsa divisa (Champion, 1897)
- Leptopharsa elachys Drake & Ruhoff
- Leptopharsa elata (Champion, 1897)
- Leptopharsa elegans (Hacker, 1927)
- Leptopharsa elegantula Stål, 1873
- Leptopharsa enodata Drake, 1942
- Leptopharsa euprines Drake & Ruhoff, 1965
- Leptopharsa evsyunini Golub & Popov, 2000
- Leptopharsa farameae Drake & Hambleton, 1938
- Leptopharsa fici Drake & Hambleton, 1938
- Leptopharsa fimbriata (Champion, 1897)
- Leptopharsa firma Drake & Hambleton, 1938
- Leptopharsa flava Monte, 1940
- Leptopharsa forsteroniae Drake & Hambleton, 1938
- Leptopharsa fortis Drake & Hambleton, 1934
- Leptopharsa frater Golub & Popov, 2003
- Leptopharsa furcata (Stål, 1873)
- Leptopharsa furculata (Champion, 1897)
- Leptopharsa fuscofasciata (Champion, 1897)
- Leptopharsa gibbicarina Froeschner, 1977
- Leptopharsa gracilenta (Champion, 1897)
- Leptopharsa guatemalensis Drake & Poor, 1939
- Leptopharsa heidemanni (Osborn & Drake, 1916)
- Leptopharsa heveae Drake & Poor, 1935
- Leptopharsa hintoni Drake, 1938
- Leptopharsa hoffmani Drake, 1928
- Leptopharsa hyaloptera (Stål, 1873)
- Leptopharsa ignota Drake & Hambleton, 1934
- Leptopharsa inachaerii Drake & Hambleton
- Leptopharsa inannana Drake, 1953
- Leptopharsa inaudita Drake & Hambleton, 1938
- Leptopharsa jubaris Drake & Hambleton, 1945
- Leptopharsa laureata Drake & Hambleton, 1945
- Leptopharsa lauta Drake & Hambleton, 1945
- Leptopharsa leavengoodi Knudson, 2018
- Leptopharsa lenatis Drake, 1930
- Leptopharsa lineata (Champion, 1897)
- Leptopharsa livida Monte, 1943
- Leptopharsa longipennis (Champion, 1897)
- Leptopharsa luxa Drake & Hambleton, 1945
- Leptopharsa machaerii Drake & Hambleton, 1934
- Leptopharsa machalana Drake & Hambleton, 1946
- Leptopharsa madrigali Froeschner, 1989
- Leptopharsa marginella (Stål, 1858)
- Leptopharsa miconiae Drake & Hambleton, 1938
- Leptopharsa milleri Drake, 1954
- Leptopharsa mira Drake & Hambleton, 1934
- Leptopharsa modica Drake & Hambleton, 1939
- Leptopharsa nota Drake & Hambleton, 1938
- Leptopharsa oblonga (Say, 1825)
- Leptopharsa ocoteae Drake & Hambleton, 1938
- Leptopharsa ogloblini Drake, 1936
- Leptopharsa ornata Monte, 1940
- Leptopharsa ovantis Drake & Hambleton, 1945
- Leptopharsa pacis Drake & Hambleton, 1939
- Leptopharsa pallens Monte, 1943
- Leptopharsa papella Drake, 1941
- Leptopharsa partita (Champion, 1898)
- Leptopharsa paulana Drake, 1953
- Leptopharsa pensa Drake & Hambleton, 1939
- Leptopharsa perbona Drake, 1930
- Leptopharsa peruensis Drake, 1928
- Leptopharsa poinari Golub & Popov, 2000
- Leptopharsa posoqueriae Drake & Hambleton, 1938
- Leptopharsa principis Drake & Hambleton, 1938
- Leptopharsa probala Drake & Hambleton, 1938
- Leptopharsa psychotriae Drake & Hambleton, 1939
- Leptopharsa pudens Drake & Hambleton, 1938
- Leptopharsa pyrrhopterum Knudson, 2018
- Leptopharsa quadrata Drake
- Leptopharsa ralla Drake, 1963
- Leptopharsa reflexa Froeschner, 1989
- Leptopharsa retrusa Drake & Hambleton, 1939
- Leptopharsa reuniona Drake, 1957
- Leptopharsa rudgeae Drake & Hambleton, 1934
- Leptopharsa rumiana Drake & Hambleton, 1946
- Leptopharsa ruris Drake, 1942
- Leptopharsa satipona Drake & Hambleton, 1944
- Leptopharsa sera Drake & Poor, 1939
- Leptopharsa setigera (Champion, 1897)
- Leptopharsa siderea Drake & Hambleton, 1946
- Leptopharsa simulans (Stål, 1858)
- Leptopharsa sobrina Monte, 1940
- Leptopharsa specter Knudson, 2018
- Leptopharsa tacanae Coty, Garrouste & Nel, 2014
- Leptopharsa tenuatis Drake, 1928
- Leptopharsa tenuis (Champion, 1897)
- Leptopharsa triseriata Knudson, 2018
- Leptopharsa unicarinata Champion, 1897
- Leptopharsa usingeri Drake, 1938
- Leptopharsa valida Drake & Hambleton, 1938
- Leptopharsa variegata Monte, 1943
- Leptopharsa velifer (McAtee, 1917)
- Leptopharsa vicina Drake & Poor, 1939
- Leptopharsa vittipennis (Stål, 1873)
- Leptopharsa walcotti Drake, 1928
- Leptopharsa zeteki Drake, 1939